# Alessandro Nesta
Alessandro Nesta (Roma, 19 marzo 1976) è un allenatore di calcio ed ex calciatore italiano, di ruolo difensore. Con la nazionale italiana è stato campione del mondo nel 2006 e vicecampione d'Europa nel 2000.
Soprannominato Tempesta perfetta, è considerato uno dei migliori difensori della storia del calcio. È stato incluso per tre volte nella classifica del Pallone d'oro, piazzandosi al quinto posto nel 2000 ed è risultato 47º nell'UEFA Golden Jubilee Poll, un sondaggio online condotto dalla UEFA per celebrare i migliori calciatori d'Europa dei cinquant'anni precedenti. Nel 2004 è stato inoltre incluso nella FIFA 100, la lista dei 125 più grandi giocatori viventi, selezionata da Pelé e dalla FIFA in occasione del centenario della federazione.
Cresciuto nella Lazio, dove ha militato dal 1993 al 2002 vincendo due Coppe Italia, due Supercoppe italiane, un campionato italiano, una Coppa delle Coppe e una Supercoppa UEFA, nel 2002 si è trasferito al Milan, in cui ha giocato per dieci stagioni ed ha conquistato due campionati italiani, una Coppa Italia, due Supercoppe italiane, due UEFA Champions League, due Supercoppe UEFA e una Coppa del mondo per club FIFA. Dal 2012 al 2013 ha giocato nel Montréal Impact vincendo un Canadian Championship, prima di chiudere la carriera nel 2014 con il Chennaiyin.
Con la nazionale italiana ha totalizzato 78 presenze prendendo parte a tre europei (Inghilterra 1996, Belgio-Paesi Bassi 2000, Portogallo 2004) e tre mondiali (Francia 1998, Corea del Sud-Giappone 2002, Germania 2006).

## Caratteristiche tecniche

### Giocatore
Pur avendo cominciato dal ruolo di terzino, Nesta si è in seguito affermato come difensore centrale distinguendosi per velocità, atletismo e forza fisica. Aveva inoltre un grande senso della posizione e dell'anticipo, nonché abilità nel gioco aereo e nei tackle. Alle doti tattiche, fisiche e difensive abbinava inoltre eleganza, tecnica e capacità di impostazione, oltre a delle grandi qualità di leadership. La sua carriera è stata comunque condizionata da alcuni seri infortuni.

## Carriera

### Giocatore

#### Lazio

Nesta, l'allenatore Domenico Caso e Marco Di Vaio durante un allenamento delle giovanili della Lazio, nella prima metà degli anni 1990.

Nato e cresciuto a Roma, nella zona di Cinecittà, da una famiglia originaria di Collevecchio (Rieti), venne scoperto per primo da Francesco Rocca, scout per la Roma, ma il padre di Alessandro, tifoso laziale, rifiutò l'offerta.
Ha iniziato la carriera nelle giovanili della Lazio nel 1985 giocando in vari ruoli, compreso attaccante e centrocampista prima di collocarsi nel suo ruolo di difensore. Nel corso della sua carriera ha sempre indossato la maglia numero 13: "Ero ragazzino, nessuno la voleva e l’ho presa io che ero l’ultimo". Nella stagione 1993-1994 è stato aggregato alla prima squadra e l'allenatore Dino Zoff lo ha fatto esordire in campionato il 13 marzo 1994, pochi giorni prima del suo 18º compleanno, nella partita Udinese-Lazio (2-2), subentrando al 78' all'attaccante Pierluigi Casiraghi.
Dall'estate del 1994, Zdeněk Zeman è il nuovo allenatore dei biancocelesti. Il tecnico boemo comincia a puntare sul promettente Nesta nel corso delle stagioni seguenti, utilizzandolo come difensore centrale. L'esordio in Coppa Italia avviene l'11 aprile 1995, nella semifinale di ritorno contro la Juventus e, nella stessa stagione, Nesta si aggiudica il campionato primavera con la formazione giovanile delle Aquile. Il 26 settembre 1995, nella partita contro Omonia Nicosia, fa il suo esordio in Coppa UEFA. A partire dalla stagione 1997-1998, il nuovo tecnico della Lazio è lo svedese Sven-Göran Eriksson che continua ad utilizzare Nesta come titolare centrale della difesa tipicamente impostata dallo svedese con 4 giocatori in linea. In questa stagione, Nesta vince la sua prima Coppa Italia, battendo nella doppia finale il Milan in cui, nella gara di ritorno disputatasi all'Olimpico, realizza il gol decisivo del 3-1. Il 6 maggio 1998, disputa la finale di Coppa UEFA, che vede il successo dei connazionali dell'Inter per 3-0.
La stagione seguente, pur non scendendo in campo, vince la Supercoppa italiana battendo i campioni d'Italia della Juventus per 2-1. A causa dell'infortunio subito nel mondiale transalpino, Nesta rientra in campo il 6 dicembre 1998, nella gara vinta 1-0 sempre contro la Juventus. Realizza il suo primo e unico gol con la maglia biancoceleste, nella rotonda vittoria 6-1 contro la Salernitana. Il 19 maggio 1999, la Lazio vince l'ultima edizione della Coppa delle Coppe battendo 2-1 il Maiorca, consentendo a Nesta di sollevare il primo trofeo da capitano. In campo nazionale, i biancocelesti subiscono la rimonta del Milan che si aggiudica lo scudetto per un solo punto sopra la Lazio.
Il 27 agosto 1999, le Aquile conquistano la Supercoppa europea battendo per 1-0 i campioni d'Europa del Manchester Utd. Nesta debutta nella massima competizione europea il 14 settembre 1999, nella sfida contro i tedeschi del Bayer Leverkusen. Il 14 maggio 2000, grazie alla vittoria casalinga per 3-0 contro la Reggina e la contemporanea sconfitta della Juve sul campo del Perugia, Nesta si aggiudica il primo scudetto della sua carriera. Pochi giorni dopo vince la sua seconda Coppa Italia, battendo nella doppia finale l'Inter (2-1 a Roma e 0-0 a Milano).
L'8 settembre 2000 la Lazio si aggiudica la Supercoppa italiana, battendo nuovamente l'Inter (4-3). Fu questo l'unico trofeo stagionale per Nesta e i biancocelesti, che chiusero il campionato al terzo posto.  All'inizio della stagione 2002-2003, per via di scelte finanziare dettate dalle necessità economiche della società biancoceleste, Nesta venne ceduto al Milan, congedandosi dopo 9 anni dalla squadra della quale è tifoso.

#### Milan
Il 31 agosto 2002 viene ufficializzato il passaggio di Nesta dalla Lazio al Milan, per 31 milioni di euro.
Fa il suo esordio con la maglia rossonera il 14 settembre 2002, nella partita di campionato contro il Modena (0-3), mentre quattro giorni dopo fa il suo esordio in Champions League nella gara contro il Lens (2-1). Il 15 aprile 2003, nella semifinale di andata di Coppa Italia contro il Perugia (2-1), realizza il primo gol con la maglia del Milan. A fine stagione Nesta conquista, il 28 maggio a Manchester, la Champions League nella prima e tuttora unica finale tutta italiana contro la Juventus ai calci di rigore; il difensore romano realizza il quarto penalty della serie che consegna la coppa ai rossoneri. Tre giorni dopo vince la sua terza Coppa Italia, battendo nella doppia finale la Roma.
Nell'agosto seguente, dopo aver perso la Supercoppa italiana ai rigori proprio contro la Juventus, vince la Supercoppa UEFA contro i portoghesi del Porto, guidati da José Mourinho, per 1-0. A dicembre 2003, senza scendere in campo, perde la finale della Coppa Intercontinentale contro gli argentini del Boca Juniors per 3-1, sempre ai tiri di rigore. Il 2 maggio 2004, con la vittoria casalinga per 1-0 contro la Roma, si laurea campione d'Italia vincendo il suo secondo scudetto personale.
Inizia la stagione 2004-2005 vincendo a San Siro la Supercoppa italiana contro la sua ex squadra, la Lazio (3-0). Dopo essersi classificato secondo in campionato alle spalle della Juventus, raggiunge nuovamente la finale di Champions League contro gli inglesi del Liverpool: dopo essere stati in vantaggio per 3-0 nel corso del primo tempo, i rossoneri subiscono la rimonta degli uomini di Benitez che fissano il risultato finale sul 3-3, portando la gara ai calci di rigore dove il Milan viene sconfitto per 3-2.
La stagione seguente si svolge sulla falsariga di quella precedente, dove Nesta e il Milan sono competitivi in tutte le competizioni ma non riescono a conquistare alcun trofeo, piazzandosi nuovamente al secondo posto in campionato, sempre dietro alla Juventus e giungendo ai quarti di finale di Coppa Italia e in semifinale di Champions League, dove verranno eliminati, rispettivamente, da Palermo e Barcellona. In seguito allo scandalo Calciopoli il Milan è stato declassato al terzo posto e costretto a giocare i preliminari della seguente Champions League.

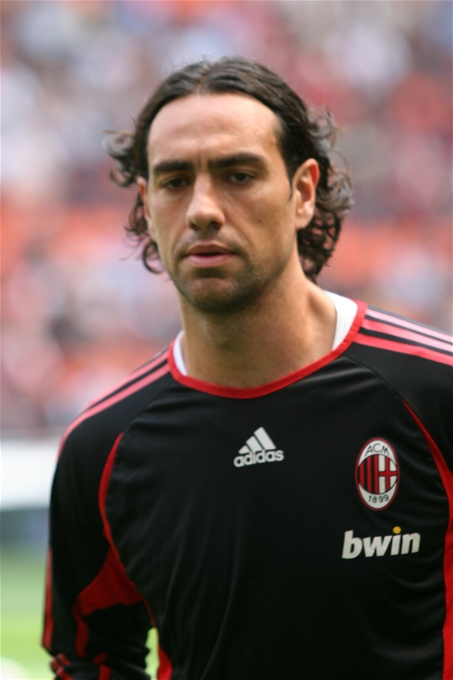
Nesta durante il riscaldamento prima della partita di campionato Milan-Fiorentina del 6 maggio 2007.

Dopo aver saltato gran parte della stagione 2006-2007 per un infortunio a una spalla e la lunga riabilitazione svolta a Miami, Nesta è ritornato in campo nella primavera del 2007, aiutando il Milan a raggiungere la finale di Champions League di nuovo contro il Liverpool: stavolta sono i Diavoli a vincere il trofeo per 2-1, prendendosi la rivincita della sconfitta subita due anni prima.
Il 31 agosto 2007 ha conquistato la Supercoppa europea, la terza della sua carriera, battendo il Siviglia 3-1. Decisiva la sua prestazione, soprattutto nel primo tempo, quando, con il Milan sotto 1-0, al 25' Nesta ha salvato a pochi metri dalla linea di porta un'azione di contropiede di Kanouté finalizzata da Renato, già autore del primo gol. Il 16 dicembre 2007 ha vinto la Coppa del mondo per club, segnando anche il gol del momentaneo 2-1 per i rossoneri nella finale vinta per 4-2 contro il Boca Juniors. Si è trattato del sesto gol del difensore con la maglia del Milan, tre dei quali segnati in campionato (contro Como, Chievo e Siena), due in Coppa Italia (contro Perugia e Roma) e appunto quello nella finale contro gli argentini.
Nella stagione successiva Nesta è stato di fatto inattivo: un infortunio alla schiena gli ha impedito di svolgere la regolare preparazione precampionato con i compagni e anche di essere a disposizione del tecnico Carlo Ancelotti per l'inizio della stagione 2008-2009. Vista la serietà dell'infortunio e i probabili lunghi tempi di recupero, non è stato nemmeno inserito nella lista dei 25 giocatori utilizzabili per la Coppa UEFA 2008-2009 consegnata il 1º settembre 2008. Nel novembre 2008, dato il perdurare del problema fisico, il difensore ha deciso di ritornare a farsi curare a Miami, dove già due anni prima era stato seguito per l'infortunio alla spalla, con l'obiettivo di evitare un intervento chirurgico. Dopo mesi di stop e il ritorno a Milano è stato comunque inserito dal Milan nella lista UEFA, ma il 17 febbraio 2009, viste le ricadute e il continuo dolore, è stato operato per eliminare la protrusione discale causa dei problemi alla schiena. L'unica partita ufficiale disputata nella stagione 2008-2009 è stata il 31 maggio 2009 nell'ultima giornata di campionato contro la Fiorentina, quando ha sostituito Favalli al 76º minuto di gioco, tornando così in campo in gare ufficiali dopo oltre un anno di assenza.

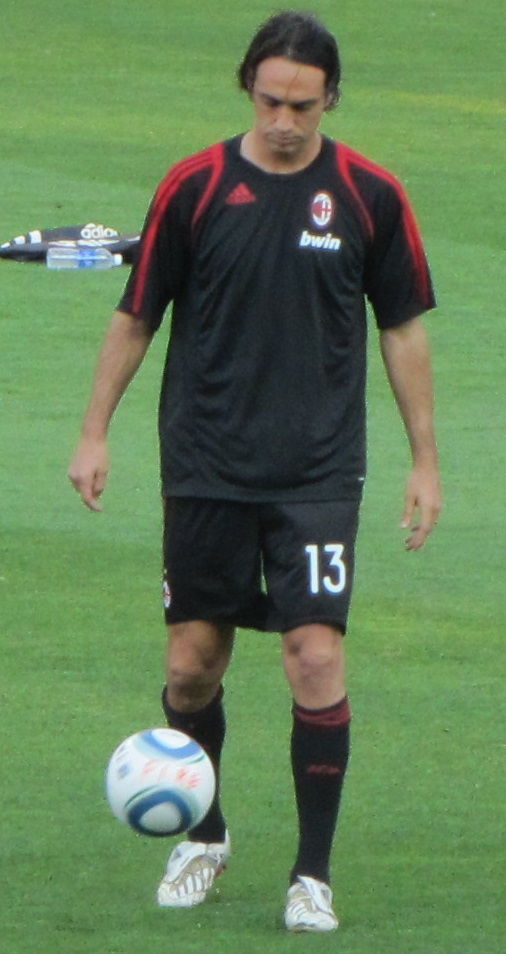
Nesta durante il riscaldamento prima dell'amichevole tra Milan e Chicago Fire nell'estate 2010

Nella stagione 2009-2010 il nuovo tecnico Leonardo, successore di Ancelotti sulla panchina rossonera dopo 9 anni, lo ha utilizzato subito come titolare, e Nesta ha ripagato la fiducia con ottime prestazioni, che hanno fatto crescere la voce, prontamente smentita dall'interessato, di un suo ritorno in Nazionale. Il 25 ottobre 2009 ha segnato la sua prima doppietta in carriera nella partita di Serie A contro il Chievo, grazie alla quale i rossoneri hanno ribaltato il risultato da 1-0 a 1-2. Ha poi realizzato un altro gol alla Juventus nella partita vinta 3-0 a Torino. Nel marzo 2010, poco dopo l'inizio del girone di ritorno, Nesta si è infortunato al tendine popliteo del ginocchio destro, è stato operato ed è potuto tornare in campo solo nell'ultima giornata di campionato, quando è subentrato a Favalli nel corso del secondo tempo della gara contro la Juventus.
Nella stagione 2010-2011 è tornato stabilmente titolare come centrale difensivo del Milan e il 7 maggio 2011 ha vinto il suo secondo scudetto con i rossoneri a due giornate dal termine del campionato grazie allo 0-0 contro la Roma. Sempre in quella partita Nesta ha raggiunto la quota di 400 presenze in Serie A. A fine stagione rinnova il suo contratto con i rossoneri per un'altra stagione.
Il 6 agosto 2011 ha vinto la Supercoppa italiana battendo l'Inter a Pechino per 2-1. Il 10 maggio 2012, a 36 anni, ha annunciato l'addio al Milan al termine della stagione. In totale, nei 10 anni trascorsi in rossonero, Nesta ha disputato 326 partite e segnato 10 gol, vincendo due scudetti, una Coppa Italia, due Supercoppe italiane, due Champions League, due Supercoppe europee e una Coppa del mondo per club.

#### Montréal Impact e Chennaiyin

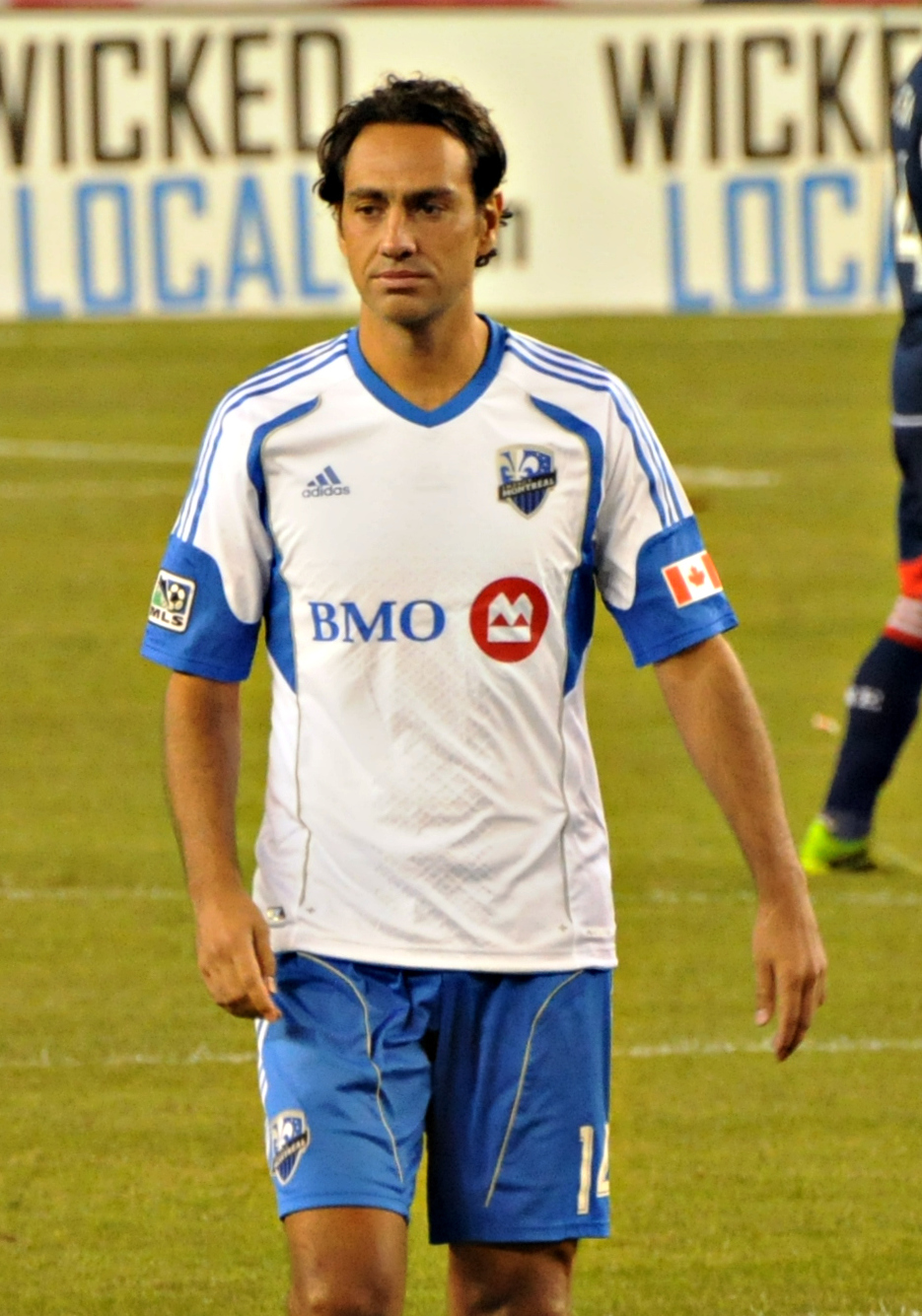
Nesta con la maglia del Montréal Impact durante una partita della Major League Soccer 2013

Il 5 luglio 2012 è stato ufficializzato il suo passaggio al Montréal Impact, squadra canadese militante nella Major League Soccer, nella quale già giocavano i connazionali Bernardo Corradi, Marco Di Vaio e Matteo Ferrari.
Ha esordito con la squadra di Montréal il 28 luglio seguente in occasione della gara interna di MLS vinta per 3-1 contro i New York Red Bulls. Nella prima stagione con la squadra canadese ha totalizzato 8 presenze in campionato.
Il 7 novembre 2013, dopo il termine della MLS 2013 nella quale Nesta ha giocato 23 partite, ha annunciato l'addio al calcio giocato.
Il 26 novembre 2014 viene ingaggiato dal Chennaiyin, club militante in Indian Super League allenato dall'ex compagno di Nazionale Marco Materazzi, facendo così ritorno al calcio giocato. L'8 dicembre inizia gli allenamenti, il giorno dopo fa il suo esordio nella sfida contro il Delhi Dynamos del connazionale Alessandro Del Piero (2-2). Il 16 dicembre la sua squadra viene eliminata al termine della doppia semifinale contro il Kerala Blasters. In tutto gioca quindi 3 partite di campionato prima di ritirarsi definitivamente dall'attività agonistica.

#### Nazionale
Con la nazionale Under-21 guidata da Cesare Maldini ha vinto il campionato d'Europa Under-21 1996, tenutosi in Spagna.
In seguito venne convocato dal CT Arrigo Sacchi per il campionato d'Europa 1996, in sostituzione di Ciro Ferrara, che si era infortunato prima dell'inizio della competizione. In questa manifestazione non venne mai impiegato nelle tre partite disputate dell'Italia, che fu eliminata nella fase a gironi.
Ha esordito in nazionale il 5 ottobre 1996, a 20 anni, giocando titolare in Moldavia-Italia (1-3), partita delle qualificazioni al Mondiale 1998. Nesta è diventato subito un pilastro della selezione azzurra, formando per quasi un decennio la linea centrale difensiva con il compagno Fabio Cannavaro. 

Nesta (a sinistra) in azione in maglia azzurra nel 1997, insieme al connazionale Costacurta e all'inglese Southgate, nel corso delle qualificazioni al.

Dopo le dimissioni di Sacchi, il nuovo CT Cesare Maldini continua a puntare sul giovane Nesta, convocandolo alla fase finale del campionato del mondo 1998 in Francia. Esordì nella rassegna iridata l'11 giugno 1998, nella prima gara del girone contro il Cile (2-2). Nel corso della terza gara del girone, contro l'Austria, fù costretto a uscire al 4' a causa di un infortunio. Riportò la rottura del legamento crociato anteriore, che lo costrinse a chiudere anzitempo la competizione dove gli Azzurri si fermarono ai quarti di finale, di nuovo ai calci di rigore, contro i padroni di casa della Francia.
Due anni dopo Dino Zoff, suo allenatore ai tempi della Lazio e nuovo commissario tecnico dell'Italia, lo convocò per il campionato d'Europa 2000 in Belgio e nei Paesi Bassi. Nesta giocò tutte le partite disputate dalla nazionale, che perse la finale contro la Francia per 2-1, grazie al golden goal di Trezeguet. Per le sue ottime prestazioni nel corso della manifestazione, venne inserito nella squadra del torneo dalla commissione tecnica dell'UEFA.
Venne convocato dal nuovo CT Giovanni Trapattoni per il campionato del mondo 2002 in Giappone e Corea del Sud. Giocò tutte e tre le gare della fase a gironi, ma fù costretto a saltare l'ottavo di finale contro i padroni di casa della Corea del Sud, perso dall'Italia al golden goal, a casusa di un infortunio procuratosi nella gara contro la Croazia. Sempre con Trapattoni in panchina venne convocato per il campionato d'Europa 2004 in Portogallo, dove giocò le prime tre gare del torneo nel quale l'Italia venne eliminata alla fase a gironi.
Il 18 agosto 2004, nell'amichevole contro l'Islanda, indossa per la prima volta la fascia di capitano della nazionale. Con il nuovo commissario tecnico Marcello Lippi partecipò al campionato del mondo 2006 in Germania; giocò le tre gare della fase a gironi, ma fù costretto ad uscire nel corso della terza partita contro la Repubblica Ceca a causa di un nuovo infortunio, il terzo in altrettanti mondiali consecutivi per il difensore. Nesta non poté disputare le gare della fase a eliminazione diretta, compresa la finale contro la Francia vinta dagli Azzurri ai calci di rigore, laureandosi così campione del mondo.
Dopo il vittorioso mondiale tedesco giocò la sua ultima partita con la maglia azzurra, l'11 ottobre 2006, contro la Georgia (1-3). Nel corso della stagione non scese più in campo con la nazionale e il 1º agosto 2007 ufficializzò la decisione di abbandonare la nazionale, adducendo come motivo principale il bisogno di riposo per un pieno recupero fisico.

### Allenatore

#### Montréal Impact e Miami FC
Il 27 febbraio 2014 è entrato a far parte dello staff tecnico del Montréal Impact come consulente, principalmente con il ruolo di analista video delle partite della squadra canadese e degli avversari.
Il 31 agosto 2015 diventa allenatore dei Miami FC, nuova società che parteciperà nel 2016 alla NASL. Termina la sua prima stagione da allenatore conquistando il settimo posto. L'anno seguente chiude al primo posto la regular season; nei successivi play-off per il titolo, viene eliminato in semifinale dai New York Cosmos. Il 18 novembre 2017 si dimette dalla guida della squadra.

#### Perugia

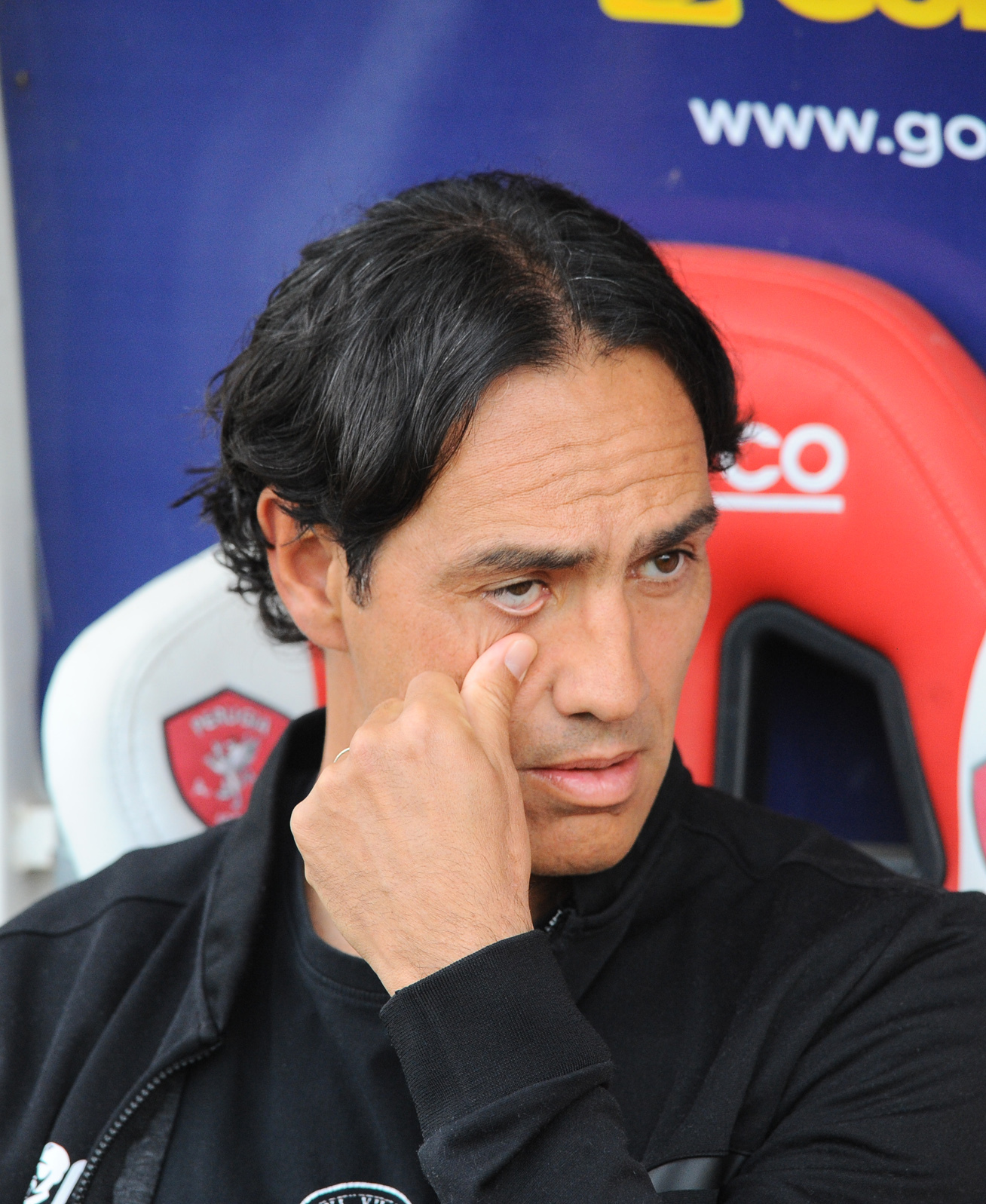
Nesta sulla panchina del nella stagione 2018-2019.

Il 14 maggio 2018 viene ufficializzato il suo incarico come responsabile tecnico della prima squadra del Perugia, in Serie B. Quattro giorni dopo al debutto perde con l’Empoli per 1-2 l'ultima gara di campionato, ma la squadra era comunque già qualificata per i play-off. Il 3 giugno seguente perde per 3-0 la partita del turno preliminare col Venezia, venendo così subito eliminato; viene comunque confermato per la stagione successiva.
La prima vittoria da allenatore di Nesta in Italia è datata 2 settembre 2018 durante la sfida in casa dei biancorossi contro l'Ascoli; in tale partita il tecnico viene espulso per proteste. Porta la squadra al 9º posto finale in campionato a un solo punto dai play-off, disputandoli ugualmente per via della retrocessione a tavolino del Palermo che si era classificato terzo: viene subito eliminato dal Verona nel turno preliminare dei play-off, perdendo per 4-1 dopo i tempi supplementari. In scadenza di contratto, il 21 maggio 2019 Nesta e il Perugia si separano; su 38 partite complessive ne ha vinte 14, pareggiate 8 e perse 16.

#### Frosinone
Il 17 giugno 2019 si accorda con il Frosinone, in serie cadetta. Con 14 vittorie, 12 pareggi e 12 sconfitte arriva 8º, ultima posizione utile per disputare i play-off, dopo che per buona parte della stagione il Frosinone era stato tra le prime squadre della classifica; arrivato fino in finale, dopo la sconfitta interna nella gara di andata per 0-1, la vittoria per 0-1 contro lo Spezia al ritorno è ininfluente visto il miglior piazzamento dei liguri in campionato.
Nel campionato successivo, in seguito alla sconfitta per 0-3 contro il Lecce, il 22 marzo 2021 viene sollevato dall'incarico con la squadra al 12º posto a 6 punti dalla zona play-off e con la zona play-out pericolosamente sempre più vicina, frutto di 9 vittorie, 11 pareggi e 10 sconfitte.
Nel 2022 diventa opinionista delle gare di UEFA Champions League per Amazon Prime Video.

#### Reggiana e Monza
Torna ad allenare il 10 giugno 2023, quando viene ufficializzato il suo ingaggio da parte della Reggiana, neopromossa in Serie B. Sotto la sua guida, la squadra conclude il campionato all'undicesimo posto.
Il 12 giugno 2024 ha inizio la sua prima esperienza come tecnico in Serie A, venendo ingaggiato come tecnico del Monza. L'esperienza in Brianza dura meno di un girone: il 23 dicembre, dopo la sconfitta casalinga contro la Juventus (1-2), viene esonerato e sostituito da Salvatore Bocchetti con la squadra brianzola ultima in solitaria in campionato con un bottino di 10 punti raccolti in 17 partite ed all'attivo una sola vittoria (in casa del Verona per 0-3), ben sette pareggi e soli tre punti in casa conseguiti con altrettanti pareggi, oltreché eliminata agli ottavi di Coppa Italia dal Bologna con un secco 4-0 esterno, dopo aver eliminato Südtirol e Brescia ai preliminari.
Il 10 febbraio 2025 viene richiamato dai brianzoli, in sostituzione dello stesso Bocchetti, che ha raccolto solo 3 punti in 7 partite. Nesta non riesce a invertire il trend negativo e termina il campionato all’ultimo posto che vale la retrocessione con 18 punti, 15 dei quali raccolti sotto la sua guida in 31 gare frutto di 2 vittorie, 9 pareggi e 20 sconfitte. Il 23 maggio annuncia il suo addio al Monza.

## Statistiche

### Presenze e reti nei club
| Stagione               | Squadra                | Campionato             | Campionato | Campionato | Coppe nazionali | Coppe nazionali | Coppe nazionali | Coppe continentali | Coppe continentali | Coppe continentali | Altre coppe | Altre coppe | Altre coppe | Totale | Totale |
| Stagione               | Squadra                | Comp                   | Pres       | Reti       | Comp            | Pres            | Reti            | Comp               | Pres               | Reti               | Comp        | Pres        | Reti        | Pres   | Reti   |
| ---------------------- | ---------------------- | ---------------------- | ---------- | ---------- | --------------- | --------------- | --------------- | ------------------ | ------------------ | ------------------ | ----------- | ----------- | ----------- | ------ | ------ |
| 1993-1994              | Lazio                  | A                      | 2          | 0          | CI              | 0               | 0               | CU                 | 0                  | 0                  | -           | -           | -           | 2      | 0      |
| 1994-1995              | Lazio                  | A                      | 11         | 0          | CI              | 1               | 0               | CU                 | 0                  | 0                  | -           | -           | -           | 12     | 0      |
| 1995-1996              | Lazio                  | A                      | 23         | 0          | CI              | 2               | 0               | CU                 | 3                  | 0                  | -           | -           | -           | 28     | 0      |
| 1996-1997              | Lazio                  | A                      | 25         | 0          | CI              | 4               | 0               | CU                 | 4                  | 0                  | -           | -           | -           | 33     | 0      |
| 1997-1998              | Lazio                  | A                      | 30         | 0          | CI              | 9               | 1               | CU                 | 10                 | 1                  | -           | -           | -           | 49     | 2      |
| 1998-1999              | Lazio                  | A                      | 20         | 1          | CI              | 2               | 0               | CdC                | 4                  | 0                  | -           | -           | -           | 26     | 1      |
| 1999-2000              | Lazio                  | A                      | 28         | 0          | CI              | 2               | 0               | UCL                | 9                  | 0                  | SU          | 1           | 0           | 40     | 0      |
| 2000-2001              | Lazio                  | A                      | 29         | 0          | CI              | 1               | 0               | UCL                | 8                  | 0                  | SI          | 1           | 0           | 39     | 0      |
| 2001-2002              | Lazio                  | A                      | 25         | 0          | CI              | 1               | 0               | UCL                | 6                  | 0                  | -           | -           | -           | 32     | 0      |
| Totale Lazio           | Totale Lazio           | Totale Lazio           | 193        | 1          |                 | 22              | 1               |                    | 44                 | 1                  |             | 2           | 0           | 261    | 3      |
| 2002-2003              | Milan                  | A                      | 29         | 1          | CI              | 5               | 1               | UCL                | 14                 | 0                  | -           | -           | -           | 48     | 2      |
| 2003-2004              | Milan                  | A                      | 26         | 0          | CI              | 4               | 1               | UCL                | 6                  | 0                  | SI+SU       | 1+1         | 0           | 38     | 1      |
| 2004-2005              | Milan                  | A                      | 29         | 0          | CI              | 3               | 0               | UCL                | 12                 | 0                  | SI          | 1           | 0           | 45     | 0      |
| 2005-2006              | Milan                  | A                      | 30         | 1          | CI              | 2               | 0               | UCL                | 10                 | 0                  | -           | -           | -           | 42     | 1      |
| 2006-2007              | Milan                  | A                      | 14         | 0          | CI              | 0               | 0               | UCL                | 8                  | 0                  | -           | -           | -           | 22     | 0      |
| 2007-2008              | Milan                  | A                      | 29         | 1          | CI              | 0               | 0               | UCL                | 7                  | 0                  | SU+Cmc      | 1+2         | 0+1         | 39     | 2      |
| 2008-2009              | Milan                  | A                      | 1          | 0          | CI              | 0               | 0               | CU                 | 0                  | 0                  | -           | -           | -           | 1      | 0      |
| 2009-2010              | Milan                  | A                      | 23         | 3          | CI              | 0               | 0               | UCL                | 7                  | 0                  | -           | -           | -           | 30     | 3      |
| 2010-2011              | Milan                  | A                      | 26         | 0          | CI              | 2               | 0               | UCL                | 7                  | 0                  | -           | -           | -           | 35     | 0      |
| 2011-2012              | Milan                  | A                      | 17         | 1          | CI              | 1               | 0               | UCL                | 7                  | 0                  | SI          | 1           | 0           | 26     | 1      |
| Totale Milan           | Totale Milan           | Totale Milan           | 224        | 7          |                 | 17              | 2               |                    | 78                 | 0                  |             | 7           | 1           | 326    | 10     |
| 2012                   | Montréal Impact        | MLS                    | 8          | 0          | -               | -               | -               | -                  | -                  | -                  | -           | -           | -           | 8      | 0      |
| 2013                   | Montréal Impact        | MLS                    | 23         | 0          | CC              | 1               | 0               | CCL                | 2                  | 0                  | -           | -           | -           | 26     | 0      |
| Totale Montréal Impact | Totale Montréal Impact | Totale Montréal Impact | 31         | 0          |                 | 1               | 0               |                    | 2                  | 0                  |             | -           | -           | 34     | 0      |
| 2014                   | Chennaiyin             | ISL                    | 1+2        | 0          | CFI             | -               | -               | -                  | -                  | -                  | -           | -           | -           | 3      | 0      |
| Totale carriera        | Totale carriera        | Totale carriera        | 449+2      | 8          |                 | 40              | 3               |                    | 124                | 1                  |             | 9           | 1           | 624    | 13     |

### Cronologia presenze e reti in nazionale
| Cronologia completa delle presenze e delle reti in nazionale ― Italia | Cronologia completa delle presenze e delle reti in nazionale ― Italia | Cronologia completa delle presenze e delle reti in nazionale ― Italia | Cronologia completa delle presenze e delle reti in nazionale ― Italia | Cronologia completa delle presenze e delle reti in nazionale ― Italia | Cronologia completa delle presenze e delle reti in nazionale ― Italia | Cronologia completa delle presenze e delle reti in nazionale ― Italia | Cronologia completa delle presenze e delle reti in nazionale ― Italia |
| Data                                                                  | Città                                                                 | In casa                                                               | Risultato                                                             | Ospiti                                                                | Competizione                                                          | Reti                                                                  | Note                                                                  |
| --------------------------------------------------------------------- | --------------------------------------------------------------------- | --------------------------------------------------------------------- | --------------------------------------------------------------------- | --------------------------------------------------------------------- | --------------------------------------------------------------------- | --------------------------------------------------------------------- | --------------------------------------------------------------------- |
| 5-10-1996                                                             | Chișinău                                                              | Moldavia                                                              | 1 – 3                                                                 | Italia                                                                | Qual. Mondiali 1998                                                   | -                                                                     | 32’                                                                   |
| 9-10-1996                                                             | Perugia                                                               | Italia                                                                | 1 – 0                                                                 | Georgia                                                               | Qual. Mondiali 1998                                                   | -                                                                     |                                                                       |
| 29-3-1997                                                             | Trieste                                                               | Italia                                                                | 3 – 0                                                                 | Moldavia                                                              | Qual. Mondiali 1998                                                   | -                                                                     | 32’                                                                   |
| 4-6-1997                                                              | Nantes                                                                | Italia                                                                | 0 – 2                                                                 | Inghilterra                                                           | Torneo di Francia                                                     | -                                                                     | 46’ 86’                                                               |
| 11-6-1997                                                             | Parigi                                                                | Italia                                                                | 2 – 2                                                                 | Francia                                                               | Torneo di Francia                                                     | -                                                                     |                                                                       |
| 10-9-1997                                                             | Tbilisi                                                               | Georgia                                                               | 0 – 0                                                                 | Italia                                                                | Qual. Mondiali 1998                                                   | -                                                                     |                                                                       |
| 11-10-1997                                                            | Roma                                                                  | Italia                                                                | 0 – 0                                                                 | Inghilterra                                                           | Qual. Mondiali 1998                                                   | -                                                                     |                                                                       |
| 29-10-1997                                                            | Mosca                                                                 | Russia                                                                | 1 – 1                                                                 | Italia                                                                | Qual. Mondiali 1998                                                   | -                                                                     |                                                                       |
| 15-11-1997                                                            | Napoli                                                                | Italia                                                                | 1 – 0                                                                 | Russia                                                                | Qual. Mondiali 1998                                                   | -                                                                     | 77’ 79’                                                               |
| 28-1-1998                                                             | Catania                                                               | Italia                                                                | 3 – 0                                                                 | Slovacchia                                                            | Amichevole                                                            | -                                                                     |                                                                       |
| 22-4-1998                                                             | Parma                                                                 | Italia                                                                | 3 – 1                                                                 | Paraguay                                                              | Amichevole                                                            | -                                                                     | 55’                                                                   |
| 2-6-1998                                                              | Göteborg                                                              | Svezia                                                                | 1 – 0                                                                 | Italia                                                                | Amichevole                                                            | -                                                                     | Ammonizione                                                           |
| 11-6-1998                                                             | Bordeaux                                                              | Italia                                                                | 2 – 2                                                                 | Cile                                                                  | Mondiali 1998 - 1º turno                                              | -                                                                     |                                                                       |
| 17-6-1998                                                             | Montpellier                                                           | Italia                                                                | 3 – 0                                                                 | Camerun                                                               | Mondiali 1998 - 1º turno                                              | -                                                                     |                                                                       |
| 23-6-1998                                                             | Saint-Denis                                                           | Italia                                                                | 2 – 1                                                                 | Austria                                                               | Mondiali 1998 - 1º turno                                              | -                                                                     | 4’                                                                    |
| 16-12-1998                                                            | Roma                                                                  | Italia                                                                | 6 – 2                                                                 | World Stars                                                           | Amichevole                                                            | -                                                                     | 40’                                                                   |
| 10-2-1999                                                             | Pisa                                                                  | Italia                                                                | 0 – 0                                                                 | Norvegia                                                              | Amichevole                                                            | -                                                                     |                                                                       |
| 27-3-1999                                                             | Copenaghen                                                            | Danimarca                                                             | 1 – 2                                                                 | Italia                                                                | Qual. Euro 2000                                                       | -                                                                     | Ammonizione                                                           |
| 31-3-1999                                                             | Ancona                                                                | Italia                                                                | 1 – 1                                                                 | Bielorussia                                                           | Qual. Euro 2000                                                       | -                                                                     |                                                                       |
| 28-4-1999                                                             | Zagabria                                                              | Croazia                                                               | 0 – 0                                                                 | Italia                                                                | Amichevole                                                            | -                                                                     |                                                                       |
| 8-9-1999                                                              | Napoli                                                                | Italia                                                                | 2 – 3                                                                 | Danimarca                                                             | Qual. Euro 2000                                                       | -                                                                     |                                                                       |
| 9-10-1999                                                             | Minsk                                                                 | Bielorussia                                                           | 0 – 0                                                                 | Italia                                                                | Qual. Euro 2000                                                       | -                                                                     |                                                                       |
| 23-2-2000                                                             | Palermo                                                               | Italia                                                                | 1 – 0                                                                 | Svezia                                                                | Amichevole                                                            | -                                                                     |                                                                       |
| 26-4-2000                                                             | Reggio Calabria                                                       | Italia                                                                | 2 – 0                                                                 | Portogallo                                                            | Amichevole                                                            | -                                                                     |                                                                       |
| 3-6-2000                                                              | Oslo                                                                  | Norvegia                                                              | 1 – 0                                                                 | Italia                                                                | Amichevole                                                            | -                                                                     | 87’                                                                   |
| 11-6-2000                                                             | Arnhem                                                                | Turchia                                                               | 1 – 2                                                                 | Italia                                                                | Euro 2000 - 1º turno                                                  | -                                                                     |                                                                       |
| 14-6-2000                                                             | Bruxelles                                                             | Italia                                                                | 2 – 0                                                                 | Belgio                                                                | Euro 2000 - 1º turno                                                  | -                                                                     |                                                                       |
| 19-6-2000                                                             | Eindhoven                                                             | Italia                                                                | 2 – 1                                                                 | Svezia                                                                | Euro 2000 - 1º turno                                                  | -                                                                     | 42’                                                                   |
| 24-6-2000                                                             | Bruxelles                                                             | Italia                                                                | 2 – 0                                                                 | Romania                                                               | Euro 2000 - Quarti di finale                                          | -                                                                     |                                                                       |
| 29-6-2000                                                             | Amsterdam                                                             | Italia                                                                | 0 – 0 dts (3 – 1 dtr)                                                 | Paesi Bassi                                                           | Euro 2000 - Semifinale                                                | -                                                                     |                                                                       |
| 2-7-2000                                                              | Rotterdam                                                             | Francia                                                               | 2 – 1 gg                                                              | Italia                                                                | Euro 2000 - Finale                                                    | -                                                                     | [ 112 ]                                                               |
| 3-9-2000                                                              | Budapest                                                              | Ungheria                                                              | 2 – 2                                                                 | Italia                                                                | Qual. Mondiali 2002                                                   | -                                                                     |                                                                       |
| 7-10-2000                                                             | Milano                                                                | Italia                                                                | 3 – 0                                                                 | Romania                                                               | Qual. Mondiali 2002                                                   | -                                                                     |                                                                       |
| 11-10-2000                                                            | Ancona                                                                | Italia                                                                | 2 – 0                                                                 | Georgia                                                               | Qual. Mondiali 2002                                                   | -                                                                     |                                                                       |
| 15-11-2000                                                            | Torino                                                                | Italia                                                                | 1 – 0                                                                 | Inghilterra                                                           | Amichevole                                                            | -                                                                     | 67’                                                                   |
| 24-3-2001                                                             | Bucarest                                                              | Romania                                                               | 0 – 2                                                                 | Italia                                                                | Qual. Mondiali 2002                                                   | -                                                                     |                                                                       |
| 28-3-2001                                                             | Trieste                                                               | Italia                                                                | 4 – 0                                                                 | Lituania                                                              | Qual. Mondiali 2002                                                   | -                                                                     |                                                                       |
| 2-6-2001                                                              | Tbilisi                                                               | Georgia                                                               | 1 – 2                                                                 | Italia                                                                | Qual. Mondiali 2002                                                   | -                                                                     | 60’                                                                   |
| 1-9-2001                                                              | Kaunas                                                                | Lituania                                                              | 0 – 0                                                                 | Italia                                                                | Qual. Mondiali 2002                                                   | -                                                                     |                                                                       |
| 7-11-2001                                                             | Saitama                                                               | Giappone                                                              | 1 – 1                                                                 | Italia                                                                | Amichevole                                                            | -                                                                     |                                                                       |
| 27-3-2002                                                             | Leeds                                                                 | Inghilterra                                                           | 1 – 2                                                                 | Italia                                                                | Amichevole                                                            | -                                                                     | 25’ 82’                                                               |
| 17-4-2002                                                             | Milano                                                                | Italia                                                                | 1 – 1                                                                 | Uruguay                                                               | Amichevole                                                            | -                                                                     |                                                                       |
| 18-5-2002                                                             | Praga                                                                 | Rep. Ceca                                                             | 1 – 0                                                                 | Italia                                                                | Amichevole                                                            | -                                                                     |                                                                       |
| 3-6-2002                                                              | Sapporo                                                               | Italia                                                                | 2 – 0                                                                 | Ecuador                                                               | Mondiali 2002 - 1º turno                                              | -                                                                     |                                                                       |
| 8-6-2002                                                              | Kashima                                                               | Italia                                                                | 1 – 2                                                                 | Croazia                                                               | Mondiali 2002 - 1º turno                                              | -                                                                     | 24’                                                                   |
| 13-6-2002                                                             | Ōita                                                                  | Italia                                                                | 1 – 1                                                                 | Messico                                                               | Mondiali 2002 - 1º turno                                              | -                                                                     |                                                                       |
| 21-8-2002                                                             | Trieste                                                               | Italia                                                                | 0 – 1                                                                 | Slovenia                                                              | Amichevole                                                            | -                                                                     |                                                                       |
| 7-9-2002                                                              | Baku                                                                  | Azerbaigian                                                           | 0 – 2                                                                 | Italia                                                                | Qual. Euro 2004                                                       | -                                                                     |                                                                       |
| 12-10-2002                                                            | Napoli                                                                | Italia                                                                | 1 – 1                                                                 | Serbia e Montenegro                                                   | Qual. Euro 2004                                                       | -                                                                     |                                                                       |
| 16-10-2002                                                            | Cardiff                                                               | Galles                                                                | 2 – 1                                                                 | Italia                                                                | Qual. Euro 2004                                                       | -                                                                     |                                                                       |
| 12-2-2003                                                             | Genova                                                                | Italia                                                                | 1 – 0                                                                 | Portogallo                                                            | Amichevole                                                            | -                                                                     |                                                                       |
| 29-3-2003                                                             | Palermo                                                               | Italia                                                                | 2 – 0                                                                 | Finlandia                                                             | Qual. Euro 2004                                                       | -                                                                     |                                                                       |
| 11-6-2003                                                             | Helsinki                                                              | Finlandia                                                             | 0 – 2                                                                 | Italia                                                                | Qual. Euro 2004                                                       | -                                                                     |                                                                       |
| 6-9-2003                                                              | Milano                                                                | Italia                                                                | 4 – 0                                                                 | Galles                                                                | Qual. Euro 2004                                                       | -                                                                     |                                                                       |
| 10-9-2003                                                             | Belgrado                                                              | Serbia e Montenegro                                                   | 1 – 1                                                                 | Italia                                                                | Qual. Euro 2004                                                       | -                                                                     |                                                                       |
| 11-10-2003                                                            | Reggio Calabria                                                       | Italia                                                                | 4 – 0                                                                 | Azerbaigian                                                           | Qual. Euro 2004                                                       | -                                                                     | 76’                                                                   |
| 12-11-2003                                                            | Varsavia                                                              | Polonia                                                               | 3 – 1                                                                 | Italia                                                                | Amichevole                                                            | -                                                                     |                                                                       |
| 18-2-2004                                                             | Palermo                                                               | Italia                                                                | 2 – 2                                                                 | Rep. Ceca                                                             | Amichevole                                                            | -                                                                     | 46’                                                                   |
| 30-5-2004                                                             | Tunisi                                                                | Tunisia                                                               | 0 – 4                                                                 | Italia                                                                | Amichevole                                                            | -                                                                     | 46’                                                                   |
| 14-6-2004                                                             | Guimarães                                                             | Danimarca                                                             | 0 – 0                                                                 | Italia                                                                | Euro 2004 - 1º turno                                                  | -                                                                     |                                                                       |
| 18-6-2004                                                             | Porto                                                                 | Italia                                                                | 1 – 1                                                                 | Svezia                                                                | Euro 2004 - 1º turno                                                  | -                                                                     |                                                                       |
| 22-6-2004                                                             | Guimarães                                                             | Italia                                                                | 2 – 1                                                                 | Bulgaria                                                              | Euro 2004 - 1º turno                                                  | -                                                                     |                                                                       |
| 18-8-2004                                                             | Reykjavík                                                             | Islanda                                                               | 2 – 0                                                                 | Italia                                                                | Amichevole                                                            | -                                                                     | Cap.                                                                  |
| 4-9-2004                                                              | Palermo                                                               | Italia                                                                | 2 – 1                                                                 | Norvegia                                                              | Qual. Mondiali 2006                                                   | -                                                                     | Cap.                                                                  |
| 8-9-2004                                                              | Chișinău                                                              | Moldavia                                                              | 0 – 1                                                                 | Italia                                                                | Qual. Mondiali 2006                                                   | -                                                                     |                                                                       |
| 9-10-2004                                                             | Celje                                                                 | Slovenia                                                              | 1 – 0                                                                 | Italia                                                                | Qual. Mondiali 2006                                                   | -                                                                     | 17’                                                                   |
| 13-10-2004                                                            | Parma                                                                 | Italia                                                                | 4 – 3                                                                 | Bielorussia                                                           | Qual. Mondiali 2006                                                   | -                                                                     | Cap.                                                                  |
| 17-8-2005                                                             | Dublino                                                               | Irlanda                                                               | 1 – 2                                                                 | Italia                                                                | Amichevole                                                            | -                                                                     | 46’                                                                   |
| 3-9-2005                                                              | Glasgow                                                               | Scozia                                                                | 1 – 1                                                                 | Italia                                                                | Qual. Mondiali 2006                                                   | -                                                                     |                                                                       |
| 7-9-2005                                                              | Minsk                                                                 | Bielorussia                                                           | 1 – 4                                                                 | Italia                                                                | Qual. Mondiali 2006                                                   | -                                                                     |                                                                       |
| 8-10-2005                                                             | Palermo                                                               | Italia                                                                | 1 – 0                                                                 | Slovenia                                                              | Qual. Mondiali 2006                                                   | -                                                                     |                                                                       |
| 12-11-2005                                                            | Amsterdam                                                             | Paesi Bassi                                                           | 1 – 3                                                                 | Italia                                                                | Amichevole                                                            | -                                                                     |                                                                       |
| 1-3-2006                                                              | Firenze                                                               | Italia                                                                | 4 – 1                                                                 | Germania                                                              | Amichevole                                                            | -                                                                     | 81’                                                                   |
| 2-6-2006                                                              | Losanna                                                               | Italia                                                                | 0 – 0                                                                 | Ucraina                                                               | Amichevole                                                            | -                                                                     | 61’                                                                   |
| 12-6-2006                                                             | Hannover                                                              | Italia                                                                | 2 – 0                                                                 | Ghana                                                                 | Mondiali 2006 - 1º turno                                              | -                                                                     |                                                                       |
| 17-6-2006                                                             | Kaiserslautern                                                        | Italia                                                                | 1 – 1                                                                 | Stati Uniti                                                           | Mondiali 2006 - 1º turno                                              | -                                                                     |                                                                       |
| 22-6-2006                                                             | Amburgo                                                               | Rep. Ceca                                                             | 0 – 2                                                                 | Italia                                                                | Mondiali 2006 - 1º turno                                              | -                                                                     | 17’                                                                   |
| 11-10-2006                                                            | Tbilisi                                                               | Georgia                                                               | 1 – 3                                                                 | Italia                                                                | Qual. Euro 2008                                                       | -                                                                     |                                                                       |
| Totale                                                                |                                                                       | Presenze (15º posto)                                                  | 78                                                                    |                                                                       | Reti                                                                  | 0                                                                     |                                                                       |

### Statistiche da allenatore
Statistiche aggiornate al 24 maggio 2025.
| Stagione         | Squadra          | Campionato       | Campionato | Campionato | Campionato | Campionato | Coppe nazionali | Coppe nazionali | Coppe nazionali | Coppe nazionali | Coppe nazionali | Coppe continentali | Coppe continentali | Coppe continentali | Coppe continentali | Coppe continentali | Altre coppe | Altre coppe | Altre coppe | Altre coppe | Altre coppe | Totale | Totale | Totale | Totale | % Vittorie | Piazzamento              |
| Stagione         | Squadra          | Comp             | G          | V          | N          | P          | Comp            | G               | V               | N               | P               | Comp               | G                  | V                  | N                  | P                  | Comp        | G           | V           | N           | P           | G      | V      | N      | P      | %          | Piazzamento              |
| ---------------- | ---------------- | ---------------- | ---------- | ---------- | ---------- | ---------- | --------------- | --------------- | --------------- | --------------- | --------------- | ------------------ | ------------------ | ------------------ | ------------------ | ------------------ | ----------- | ----------- | ----------- | ----------- | ----------- | ------ | ------ | ------ | ------ | ---------- | ------------------------ |
| 2016             | Miami FC         | NASL             | 32         | 10         | 10         | 12         | USOC            | 1               | 0               | 0               | 1               | -                  | -                  | -                  | -                  | -                  | -           | -           | -           | -           | -           | 33     | 10     | 10     | 13     | 30,30      | 7º                       |
| 2017             | Miami FC         | NASL             | 32+1       | 21+0       | 5+1        | 5+0        | USOC            | 5               | 4               | 0               | 1               | -                  | -                  | -                  | -                  | -                  | -           | -           | -           | -           | -           | 38     | 25     | 7      | 6      | 65,79      | 1º                       |
| Totale Miami FC  | Totale Miami FC  | Totale Miami FC  | 64+1       | 32+0       | 15+1       | 17+0       |                 | 6               | 4               | 0               | 2               |                    | -                  | -                  | -                  | -                  |             | -           | -           | -           | -           | 71     | 35     | 17     | 19     | 49,30      |                          |
| mag.-giu. 2018   | Perugia          | B                | 1+1        | 0+0        | 0+0        | 1+1        | CI              | -               | -               | -               | -               | -                  | -                  | -                  | -                  | -                  | -           | -           | -           | -           | -           | 2      | 0      | 0      | 2      | &0,00      | Sub., 8º                 |
| 2018-2019        | Perugia          | B                | 36+1       | 14+0       | 8+0        | 14+1       | CI              | 1               | 0               | 0               | 1               | -                  | -                  | -                  | -                  | -                  | -           | -           | -           | -           | -           | 38     | 14     | 8      | 16     | 36,84      | 8º                       |
| Totale Perugia   | Totale Perugia   | Totale Perugia   | 37+2       | 14+0       | 8+0        | 15+2       |                 | 1               | 0               | 0               | 1               |                    | -                  | -                  | -                  | -                  |             | -           | -           | -           | -           | 40     | 14     | 8      | 18     | 35,00      |                          |
| 2019-2020        | Frosinone        | B                | 38+5       | 14+3       | 12+0       | 12+2       | CI              | 3               | 2               | 0               | 1               | -                  | -                  | -                  | -                  | -                  | -           | -           | -           | -           | -           | 46     | 19     | 12     | 15     | 41,30      | 8º                       |
| 2020-mar. 2021   | Frosinone        | B                | 30         | 9          | 11         | 10         | CI              | 1               | 0               | 0               | 1               | -                  | -                  | -                  | -                  | -                  | -           | -           | -           | -           | -           | 31     | 9      | 11     | 11     | 29,03      | Eson.                    |
| Totale Frosinone | Totale Frosinone | Totale Frosinone | 68+5       | 23+3       | 23+0       | 22+2       |                 | 4               | 2               | 0               | 2               |                    | -                  | -                  | -                  | -                  |             | -           | -           | -           | -           | 77     | 28     | 23     | 26     | 36,36      |                          |
| 2023-2024        | Reggiana         | B                | 38         | 10         | 17         | 11         | CI              | 3               | 2               | 0               | 1               | -                  | -                  | -                  | -                  | -                  | -           | -           | -           | -           | -           | 41     | 12     | 17     | 12     | 29,27      | 11º                      |
| 2024-2025        | Monza            | A                | 31         | 2          | 9          | 20         | CI              | 3               | 1               | 1               | 1               | -                  | -                  | -                  | -                  | -                  | -           | -           | -           | -           | -           | 34     | 3      | 10     | 21     | &8,82      | Eson., Sub., 20º (retr.) |
| Totale carriera  | Totale carriera  | Totale carriera  | 246        | 84         | 73         | 89         |                 | 17              | 9               | 1               | 7               |                    | -                  | -                  | -                  | -                  |             | -           | -           | -           | -           | 263    | 93     | 74     | 96     | 35,36      |                          |

## Palmarès

### Giocatore

#### Club

Alessandro Nesta nel settore giovanile della Società Sportiva Lazio nella stagione 1991-92

##### Competizioni giovanili
- Campionato Primavera: 1

Lazio: 1994-1995

##### Competizioni nazionali
- Coppa Italia: 3

Lazio: 1997-1998, 1999-2000
Milan: 2002-2003
- Supercoppa italiana: 4

Lazio: 1998, 2000
Milan: 2004, 2011
- Campionato italiano: 3

Lazio: 1999-2000
Milan: 2003-2004, 2010-2011
- Canadian Championship: 1

Montréal Impact: 2013

##### Competizioni internazionali
- Coppa delle Coppe: 1

Lazio: 1998-1999
- Supercoppa UEFA: 3

Lazio: 1999
Milan: 2003, 2007
- UEFA Champions League: 2

Milan: 2002-2003, 2006-2007
- Coppa del mondo per club: 1

Milan: 2007

#### Nazionale
- Campionato d'Europa Under-21: 1

Spagna 1996
- Campionato mondiale: 1

Germania 2006

#### Individuale
- Oscar del calcio AIC/Gran Galà del calcio AIC: 6

Miglior giovane: 1998
Miglior difensore: 2000, 2001, 2002, 2003
Squadra dell'anno: 2011
- Squadra ideale dell'Europeo: 1

Belgio-Paesi Bassi 2000
- Squadra dell'Anno ESM: 1

2000-2001
- Squadra dell'anno UEFA: 4

2002, 2003, 2004, 2007
- Inserito nella FIFA 100

2004
- FIFPro World XI: 2

2005, 2007
- All-Time XI dell'Europeo Under-21: 1

2015
- Inserito nella Hall of Fame del calcio italiano nella categoria "Giocatore italiano"

2021

## Filmografia
- Paparazzi, regia di Neri Parenti (1998).[113]